# Don't Go Breaking My Heart
Pour les articles homonymes, voir Don't Go Breaking My Heart (homonymie).
Singles de Elton John
Grow Some Funk of Your Own / I Feel Like a Bullet (In the Gun of Robert Ford)
(1976) Sorry Seems to Be the Hardest Word
(1976)
Singles par Sebastian Ingrosso
Once a Fool
(1975) First Thing in the Morning
(1977)
Don't Go Breaking My Heart est une chanson du duo britannique Elton John et Kiki Dee sortie en 1976 sous le label Rocket Records. La chanson est écrite par Elton John et Bernie Taupin sous les pseudonymes Ann Orson et Carte Blanche. Don't Go Breaking My Heart est produite par Gus Dudgeon.
En 1994, Elton John sort une nouvelle version du duo avec RuPaul et produite par Giorgio Moroder. La chanson est présente sur l'album Duets.

## Musiciens
- Elton John - chant, chœurs, piano électrique
- Kiki Dee - chant, chœurs
- James Newton Howard – piano acoustique et arrangements orchestraux
- Caleb Quaye – guitare
- Kenny Passarelli – basse
- Roger Pope – batterie
- Ray Cooper - tambourin, congas, bongos
- Curt Boettcher, Cindy Bullens, Ken Gold, Jon Joyce - chœurs non crédités